# Bachiller
Bachiller es la persona que ha recibido el título de bachillerato, que era el primer grado académico que se otorgaba a los estudiantes de un colegio menor en la antigua universidad. Durante el siglo XIII este título se introdujo en las escuelas para expresar el primer grado en una facultad, habiendo sido el papa Gregorio IX el que distinguió los grados de bachiller, licenciado y doctor.

## Etimología
El nombre de «bachiller» se daba antiguamente a los gentilhombres que ocupaban un rango medio entre los escuderos y caballeros y que, no hallándose en disposición de poder levantar por sí solos una compañía, servían con sus vasallos a las órdenes de un caballero. En Inglaterra era el oficial joven que se había distinguido en su primera acción y que había recibido la espuela dorada.
Según recoge Vicente Joaquín Bastús y Carrera, la etimología podría derivarse del francés bas chevalier ‘bajo caballero’, o sea, el caballero que no contaba con bastantes vasallos para hacerse preceder de una bandera, o de bacca laureatus, por la corona de laurel con bayas que en origen se ponía al que se confería ese grado. Posteriormente, significó joven o mozo en general, como bachelette significaba muchacha. Otras etimologías propuestas son del provenzal bacalar, del italiano baccalare, del latín medieval baccalaris («vasallo»), del latín del Sur de Francia y Norte de España baccalaria, del latín baculum (‘báculo’, por los bastones usados por los caballeros en su entrenamiento militar). En inglés se utiliza la palabra bachelor con el significado de «soltero».

## Durante la época medieval
Bachiller, en la antigua universidad, era el que había recibido el primer grado académico que se otorgaba a los estudiantes de una facultad. Durante el siglo XIII este título se introdujo en las escuelas para expresar el primer grado en una facultad, habiendo sido el papa Gregorio IX el que distinguió los grados de bachiller, licenciado y doctor.

## Durante la época contemporánea
En la actualidad, en Argentina, Brasil, Bolivia, Colombia, Costa Rica, Guatemala, Cuba, El Salvador, Ecuador, España, México, República Dominicana, Uruguay, Paraguay y Venezuela, esta denominación se refiere a la persona que cursa estudios de bachillerato, culminación de la enseñanza media o secundaria.  
En Chile, el grado de bachiller corresponde al primer grado académico, usualmente entregado al terminar 2 años de estudio universitario.  
En Perú y Puerto Rico, el grado de Bachiller corresponde al título de Grado o Bachelor's degree anglosajón. 
En algunas universidades eclesiásticas existe el título de Bachiller en Filosofía (bienio de estudios filosóficos) y el de Bachiller en Teología (cuatro años de estudios teológicos) como previos a la obtención de los Másteres Eclesiásticos o Licentiae en Teología, Filosofía, Derecho canónico, Historia de la Iglesia.